# Lasioglossum fernandezis
Lasioglossum fernandezis is een vliesvleugelig insect uit de familie Halictidae. De wetenschappelijke naam van de soort is voor het eerst geldig gepubliceerd in 2000 door Engel.